# Nathaniel Fiennes, 21. Baron Saye and Sele
Nathaniel Thomas Allen Fiennes, 21. Baron Saye and Sele (* 22. September 1920; † 20. Januar 2024 in Bloxham, Oxfordshire) war ein britischer Peer, Politiker und Geschäftsmann.

## Herkunft und familiäres Umfeld
Die Familie Fiennes ist eine alte anglo-normannische Adelsfamilie, die in der Politik, dem Wirtschaftsleben und neuerdings auch in Wissenschaft und Kultur eine bedeutende Rolle spielt (z. B. in der Schauspielkunst durch Ralph Fiennes). Er wurde als ältester Sohn des Ivo Murray Thwistleton-Wykeham-Fiennes, 20. Baron Saye and Sele (1885–1968), aus dessen Ehe mit Hersey Cecilia Hester Butler (1889–1968) am 22. September 1920 geboren. 1965 nahm er durch Deed poll den Nachnamen Fiennes an, legte also die Nachnamensbestandteile Thwistleton und Wykeham ab.
Sein Baronstitel wurde 1447 in der Peerage of England geschaffen und 1603 nochmals bestätigt. Von 1447 an gezählt ist er der 21. Baron, in alternativer Zählung ab 1603 ist er der 15. Baron.

## Ausbildung und weiteres Leben
Nathaniel wurde am Eton College erzogen. Danach studierte er am New College der Universität Oxford. Während des Zweiten Weltkrieges leistete er Kriegsdienst als Offizier der Rifle Brigade (Prince Consort’s Own) von 1941 bis zu seiner Demobilisierung 1949, zuletzt im Rang eines Majors. Wegen seiner Tapferkeit wurde er im Heeresbericht zweimal erwähnt (mentioned in despatches). Nach seiner Entlassung begann er im Bankwesen zu arbeiten. Er war von 1982 bis 1990 Regionaldirektor der Lloyd’s Bank, von 1960 bis 1995 Treuhänder des Ernest Cook Trust (davon von 1964 bis 1990 als Vorsitzender) und von 1961 bis 1983 Fellow des Winchester College. Beim Tod seines Vaters am 21. Oktober 1968 erbte er dessen Adelstitel und den damit verbundenen Sitz im House of Lords. Im Hansard sind keine Redebeiträge im Parlament von ihm verzeichnet. Den Oberhaussitz verlor er 1999 anlässlich der Oberhausreform wieder. 1979 erhielt er das Amt des Deputy Lieutenant von Oxfordshire. Er lebte auf Broughton Castle in Oxfordshire, dem Stammsitz seiner Familie.
Als er 2024 im Alter von 103 Jahren starb, erbte sein zweitgeborener aber ältester überlebender Sohn Martin seinen Adelstitel.

## Ehe und Nachkommen
Er war seit 1958 mit Mariette Helena Salisbury-Jones verheiratet, mit der er vier Söhne, zwei davon verstorben, und eine Tochter hat:
- Hon. Richard Ingel Fiennes (1959–2001);
- Martin Guy Fiennes, 22. Baron Saye and Sele (* 1961), ⚭ 1996 Kang Chai Lian;
- Hon. Susannah Hersey Fiennes (* 1961), ⚭ 2004 John Wardlaw Hanbury-Tenison;
- Hon. Thomas Nathaniel Fiennes (1965–1968);
- Hon. William John Fiennes (* 1970), Schriftsteller.